# Acer negundo
Érable negundo
Espèce
Classification APG III (2009)
Statut de conservation UICN

 LC  : Préoccupation mineure
Acer negundo, l'Érable negundo ou Érable négondo, est une espèce de plantes à fleurs de la famille des Aceraceae. Cet érable d’une dizaine de mètres de hauteur est originaire de l’est de l'Amérique du Nord. On l'appelle aussi Érable à Giguère, peut-être par déformation du nom « érable argilière » qu'utilisaient les Français de l'Illinois, en 1814. Il est appelé parfois Érable à feuilles de frêne, Érable américain, Érable à feuilles composées ou encore Érable du Manitoba de par son nom anglais Manitoba Maple. Cette essence peu intéressante pour son bois a été introduite sur d'autres continents en tant qu'arbre d'ornement pour les parcs et jardins. Elle s'est révélée être localement envahissante.

## Description

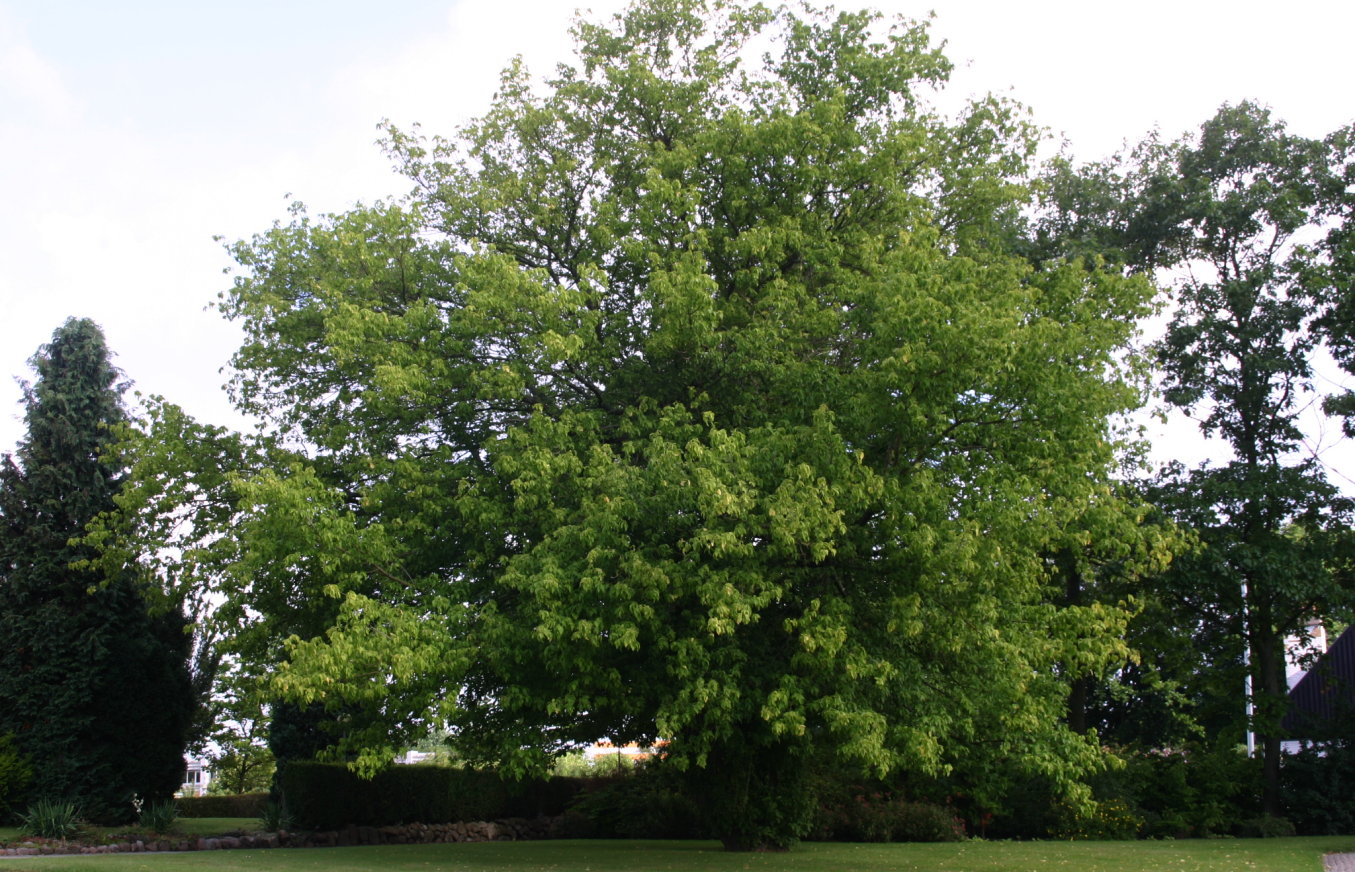
Port de l'érable négundo.

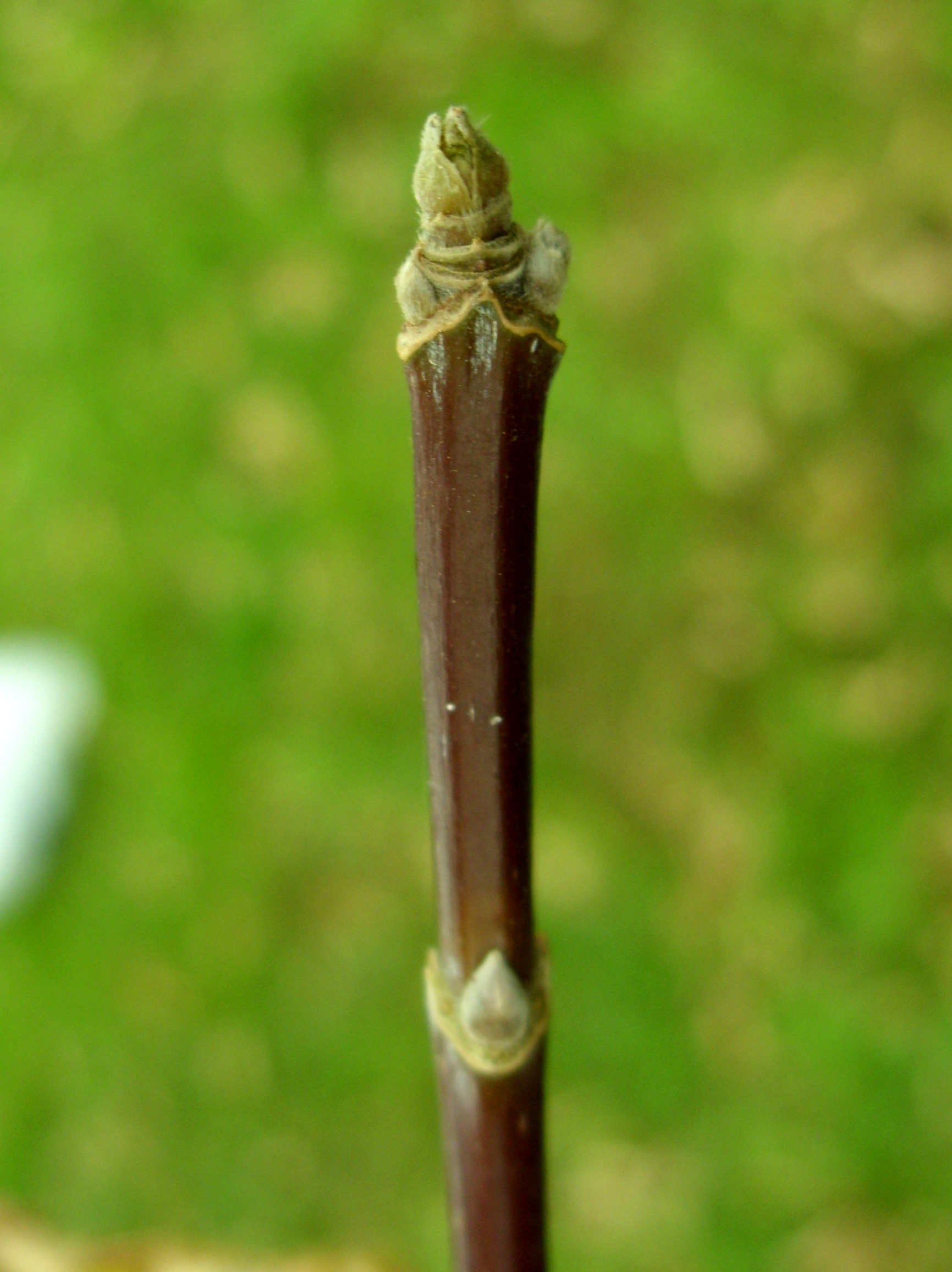
Rameau et bourgeon d'érable negundo.

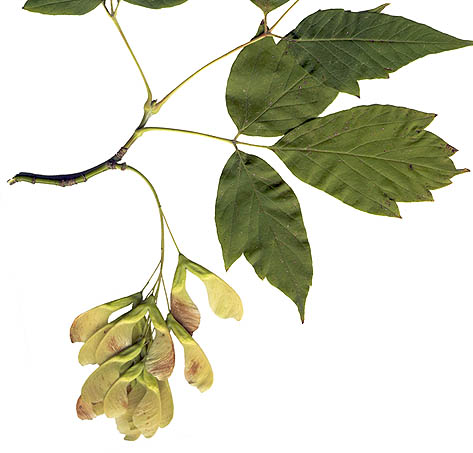
Feuilles et fruits de l'érable negundo.

### Appareil végétatif
Arbre de 10 à 15 m de haut en moyenne avec un tronc d'environ 30 à 50 cm de diamètre présentant une croissance très rapide. L'écorce varie du beige au gris. Elle est lisse sur les jeunes arbres puis se crevasse avec l’âge. Les rameaux sont rigides, vert olivâtre parfois teintés de pourpre ou de brun, d'aspect un peu cireux. Les bourgeons sont ovoïdes, de 3 à 6 mm de long. Son système racinaire est superficiel, il est donc facilement déraciné en cas de vents, et ne dépasse en général pas l’âge de 80 ans.
Les feuilles sont opposées, imparipennées (ce qui constitue une originalité parmi les érables), de 3 à 5 folioles ovales acuminées et dont la moitié apicale est dentée en scie de façon irrégulière parfois même lobées. La foliole terminale est plus large que les autres et peut être trilobé. La face supérieure est verte à jaunâtre et glabre, la face inférieure est plus pâle, souvent pubescente au niveau des nervures. Le pétiole de 6 à 8 cm de long est mince, souvent pubescent, à base élargie en croissant.

### Appareil reproducteur

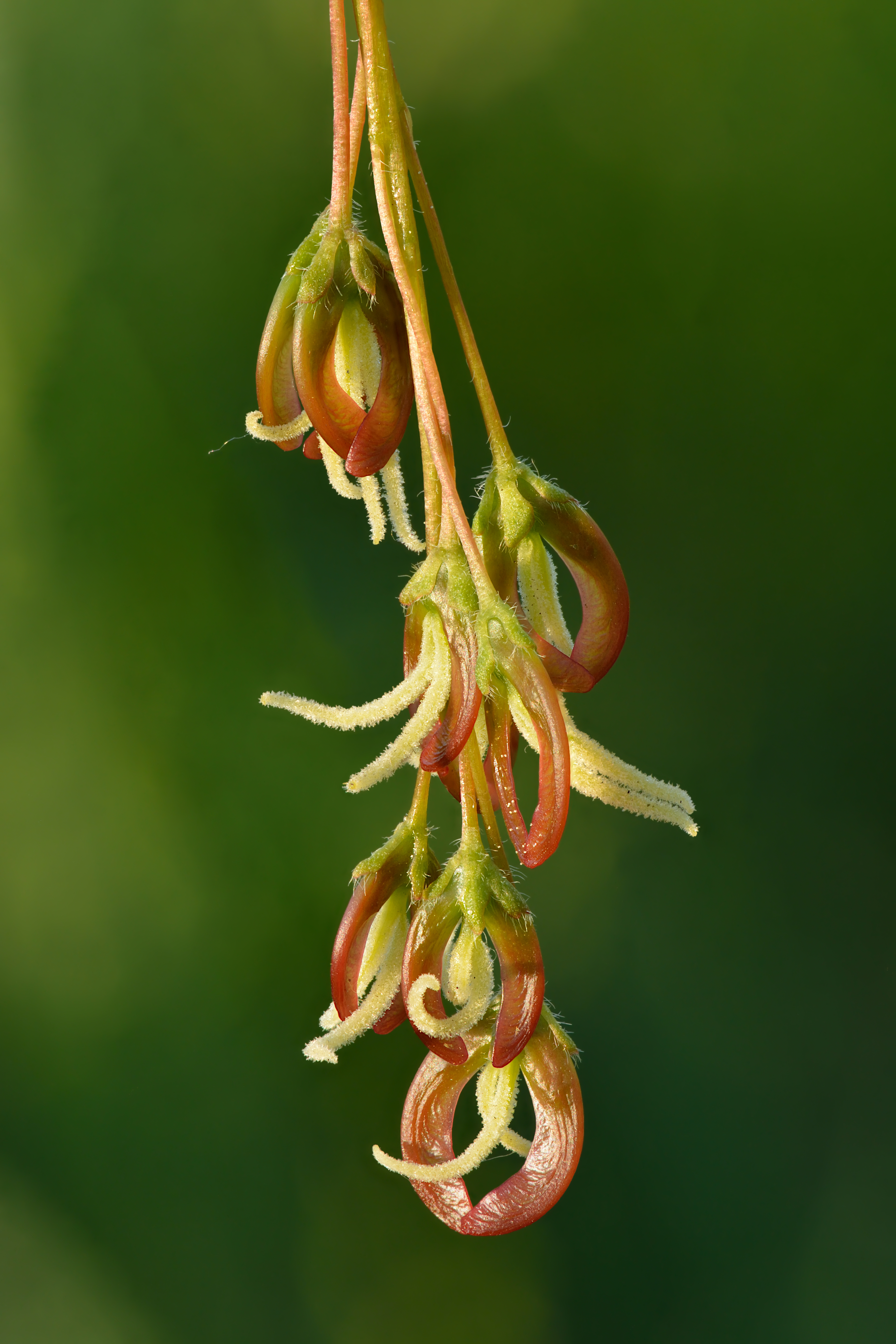
Les fleurs femelles.

La plante est dioïque et anémogame. Les fleurs, fascicules, apparaissent en bout de rameaux d’avril à mai avant l’apparition du feuillage ou lors de l'apparition de celui-ci.
Les fleurs mâles sont groupées par 5 jusqu’à 15. Elles sont disposées sur un pédicelle pendant de 2,5 à 5 cm de long, jaunâtre et souvent pubescent. Le calice en cloche d'environ 1 mm de long, vert-jaunâtre, forme 5 lobes. La corolle est absente. Chaque fleur possède de 4 à 6 étamines à filet long et mince et à anthère rougeâtre.
Les fleurs femelles se présentent par groupes de 4 à 9. Elles sont disposées en grappe pendante, sur des pédicelles d’environ 1 cm de long. Le calice est le même que chez les fleurs mâles et, là encore, la corolle est absente. L'ovaire est vert, à deux lobes, et porte deux stigmates longs et fins de couleur jaunâtre.
Les fruits sont des disamares groupées en grappes pendantes. Ils apparaissent au début de l'été mais restent sur l'arbre jusqu'à la fin de l'automne, voire jusqu'à l'hiver. Les ailes des disamares forme un angle aigu. De couleur jaune paille à maturité, la disamare mesure de 2,5 à 5 cm de long pour environ 1 cm de large. La graine a pour dimensions 1,3 à 1,5 × 0,3 à 0,4 cm. La dissémination est assurée par le vent (anémochorie).

## Habitat

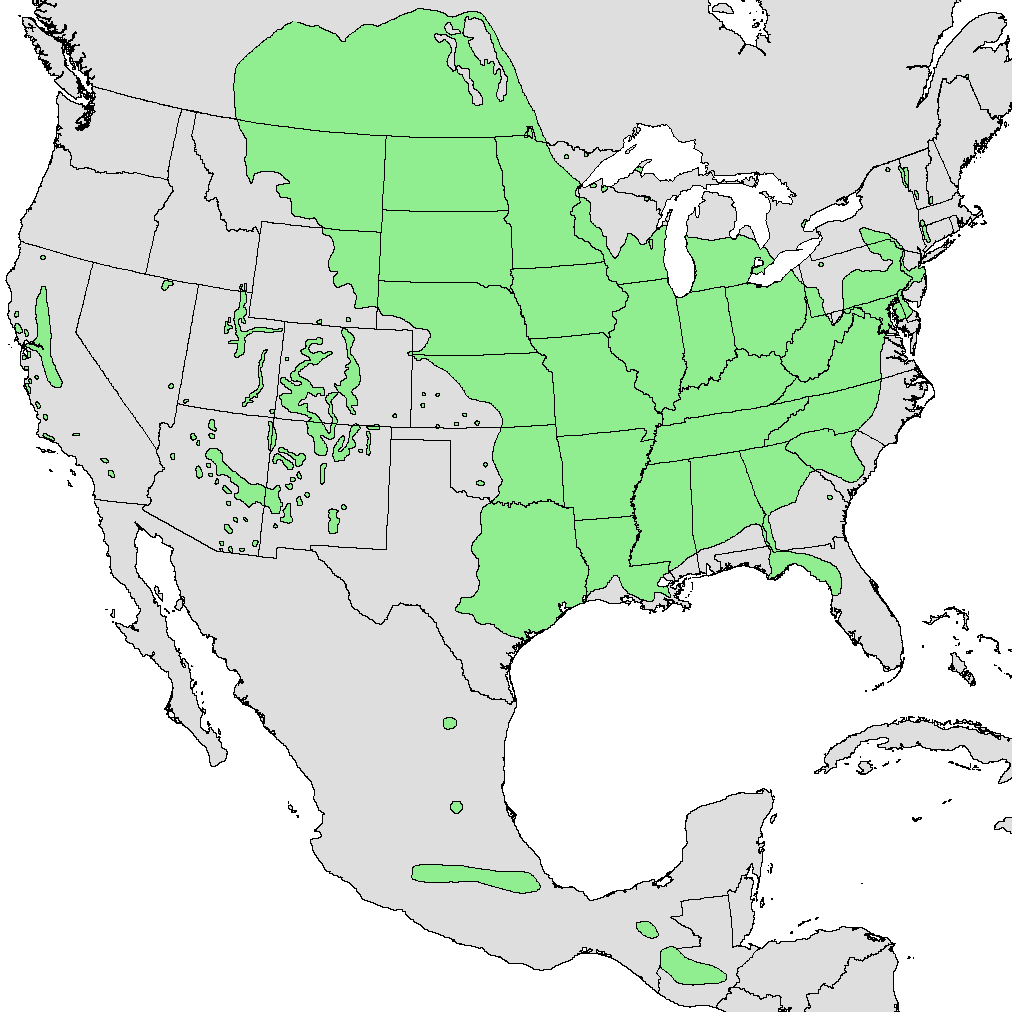
Aire de répartition de l'érable negundo en Amérique du Nord et centrale. L'espèce a été introduite par l'homme sur d'autres continents, notamment en Eurasie.

En Amérique du Nord, l’arbre est présent de la Floride jusqu’au Canada et au sud du Québec. Les plus fortes concentrations sont localisées dans les bassins de la rivière Ohio et du fleuve Mississippi. Il fut introduit en Angleterre vers 1688 (date à laquelle il apparaît dans les jardins de l’évêque de Londres), puis dans le reste de l'Europe. Le premier individu inventorié planté en France est arrivé du Canada en 1732. Il est de nos jours cultivé comme arbre d’ornement.
Il apprécie les sols humides mais pas les sols calcaires. L’arbre supporte des températures jusque −30 °C et apprécie un ensoleillement moyen. À l'état naturel, il pousse sur les bords des cours d'eau, dans les plaines et bois humides ou au fond de ravines. Il résiste bien à la pollution urbaine.
Habitat type : éboulis fins médioeuropéens, basophiles, montagnards-subalpins, sciaphiles.

## Nomenclature et systématique

### Taxonomie
Plusieurs botanistes considèrent qu'un genre spécifique devrait être créé pour cet arbre, toutefois ils ont leurs opposants.[réf. nécessaire]

### Variétés

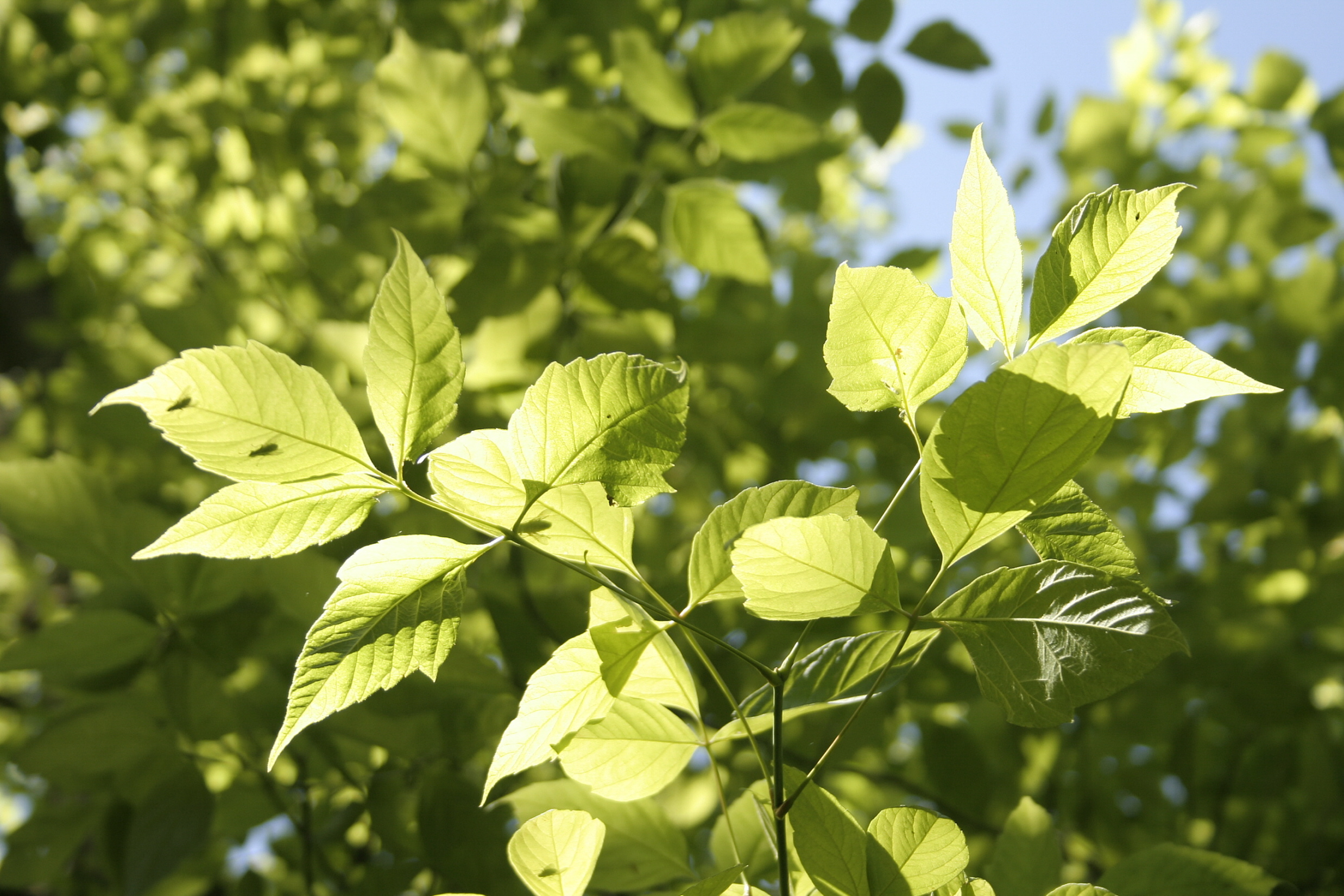
Feuilles de l'érable negundo.

Deux ou trois sous-espèces, à l'origine décrites comme des espèces séparées sont :
- Acer negundo subsp. negundo ;  la variété principale, aux feuilles lisses. Il pousse de la côte Atlantique à la barrière des montagnes Rocheuses (Colombie-Britannique, Ontario, New Hampshire, Nevada, Arizona, Floride, Mexique) et dont les caractéristiques sont les plus universellement décrites ;
- Acer negundo subsp. interius sont les feuilles sont plus dentelées, et à la surface plus mate. Comme son nom l'indique (interius), on le rencontre dans le centre de l'Amérique du Nord, de la Saskatchewan au Nouveau-Mexique ;
- Acer negundo subsp. californicum aux feuilles pubescentes (soyeuses) et plus grandes que celles de l'espèce principales. On le trouve dans les régions plus chaudes de la Californie et de l'Arizona.

Quelques auteurs subdivisent encore les sous-espèces en plusieurs sous-variétés régionales mais ce classement en tant que taxa est contesté par beaucoup, les différences entre les sous-espèces identifiées n'étant elles-mêmes pas claires, évoquant plutôt pour certains un gradient. Quelques botanistes traitent l’érable de Boxelder comme un genre distinct (Negundo aceroides) mais cette dénomination n'est pas largement acceptée.
Il existe également des cultivars comme l’Odessanum à feuilles jaune doré, le Variegatum au limbe possédant des franges blanches et l’Aureovariegatum dont les feuilles possèdent un bord jaune.

## Rôle écologique
Cette essence est l'hôte d’un champignon parasite, Fusarium negundi, qui laisse des traces rouges dans l'aubier du bois. Ce parasite entre dans le bois par des blessures de l'écorce ; il est particulièrement propagé par les animaux suceurs de sève, tel que l'hémiptère Boisea trivittata.
Le pollen de l'érable negundo est susceptible de provoquer des allergies.

## L'érable negundo et l'homme

### Utilisations

#### Usages traditionnels
Alimentation : Les autochtones faisaient bouillir sa sève élaborée pour obtenir un sirop d'érable ou du sucre. La sève est récoltée à partir d'une saignée faite dans l'écorce de sujets âgés au moins d'une quinzaine d'années.
Médecine traditionnelle : Le phelloderme pouvait être infusé et pris pour provoquer des vomissements.
Usages rituels : Le bois était brûlé comme encens dans des cérémonies, comme la danse du soleil chez les Cheyennes. Certaines tribus, comme les Dakotas et les Omahas, utilisaient son charbon de bois pour réaliser des peintures et tatouages rituels. Le bois était utilisé pour fabriquer par exemple des bols ou des instruments de musique.

#### Usage actuel du bois de l'érable negundo
Le bois de cet arbre est léger, tendre, très clair, avec un aubier important. Ce dernier est souvent teinté de rouge du fait de la présence du champignon Fusarium negundi. Le principal défaut de ce bois reste sa fragilité, qui prédispose l'arbre à casser ou perdre des branches lors des tempêtes, qui rend les travaux d'élagage dangereux, et qui est la cause de sa faible utilisation dans l’industrie du bois, sauf comme matériau de base pour la pâte à papier ou comme bois de chauffe. Il a un pouvoir calorifique modeste de 17,4 millions de BTU par corde séchée.

#### Autres usages
Il est parfois planté comme arbre d’ornement pour les parcs et jardins.
On le plante parfois en forêt pour servir d’abri au gibier.

### Prolifération
Introduite en Europe pour agrémenter les espaces verts de zones urbaines, l'essence est devenue une plante envahissante colonisant les vallées alluviales dans les secteurs humides et perturbés (coupe rase, labour…). L'espèce forme un couvert dense empêchant la croissance d'autres espèces. Cela conduit à une banalisation des milieux et constitue une menace pour la biodiversité et le fonctionnement des écosystèmes.
Un chantier expérimental d'éradication de l'érable negundo, en collaboration avec l'INRA et l'Université de Bordeaux 1 a été lancé début 2009.

### Toxicité (chevaux)
Il a été montré que la myopathie saisonnière du pâturage (destruction des fibres musculaires) était liée à la présence d'un acide aminé appelé « hypoglycine A » présent dans les graines de l'Acer negundo (érable negundo).
En Europe, cet acide aminé est également retrouvé dans les graines et plantules de l'Acer pseudoplatanus ou érable sycomore, plus fréquemment responsable des cas de myopathie atypique en Belgique et en France.